# Lazarus Chakwera
Lazarus Chakwera, né le 5 avril 1955 à Lilongwe, est un homme d'État malawite, président de la république du Malawi depuis 2020 et un théologien évangélique pentecôtiste. Il a été président des Assemblées de Dieu du Malawi de 1989 à 2013.

## Biographie

### Formation
Il a étudié la philosophie à l’université du Malawi et a obtenu un Bachelor of Arts en 1977. Il a également étudié la théologie et a obtenu un baccalauréat spécialisé de l’université du Limpopo en Afrique du Sud, puis une maîtrise de l’université d'Afrique du Sud en 1991. Il devient titulaire, en 2000, d’un doctorat de la Trinity International University, aux États-Unis.

### Ministère
De 1983 à 2000, il travaille comme professeur à l'école de théologie des Assemblées de Dieu à Lilongwe, dont il est nommé directeur en 1996. En 1989, il devient président des Assemblées de Dieu du Malawi, un poste qu'il détient jusqu’en 2013. Il est également devenu codirecteur et chargé de cours au Séminaire théologique de toutes les nations de Lilongwe et professeur au Séminaire théologique panafricain en 2005.

### Parcours politique
En 2013, il se présente à la présidence du Parti du congrès du Malawi et remporte une victoire écrasante. Il abandonne alors la présidence des Assemblées de Dieu. Lors de l'élection présidentielle malawite de 2014, il arrive en deuxième place derrière Peter Mutharika avec 27,8 % des voix contre 36,4 % à son adversaire. Il est élu comme parlementaire lors des élections législatives du même jour, avec 90,47 % des voix dans la circonscription du nord-ouest de Lilongwe.
À nouveau candidat à l'élection présidentielle de 2019, il reçoit le soutien de l'ancienne présidente Joyce Banda mais est à nouveau battu par Peter Mutharika, par une faible marge, et dénonce une fraude électorale de la part du président sortant. Il est réélu à l'Assemblée nationale lors des élections législatives du même jour. Après plusieurs mois de manifestations, les résultats de l'élection sont annulées en février 2020.
Il est élu président lors de l'élection du 23 juin 2020. Il prête serment le 28 juin.
Le Malawi devient en novembre 2020 le premier pays africain à ouvrir son ambassade en Israël à Jérusalem, allant à l'encontre des recommandations des Nations unies qui estiment que le statut de Jérusalem doit faire l'objet d'un accord entre Israéliens et Palestiniens.